# 에이드리언 르맨티
에이드리언 르맨티(Adrian R'Mante, 1978년 2월 3일 ~ )는 미국의 배우이다.

## 출연 작품
- 라이프 앳 더 리조트 (2011)
- 언더그라운드 (2011)
- 잭과 코디, 우리집은 호텔 스위트 룸 (2005)
- 스트레이트-자켓 (2004)
- 썸머랜드 (2004)
- 시몬 (2002)
- 그 남자에겐 뭔가 특별한 향기가 있다 (2000)
- CSI 라스베가스 시즌1 (2000)